# Daniël de Brouwer

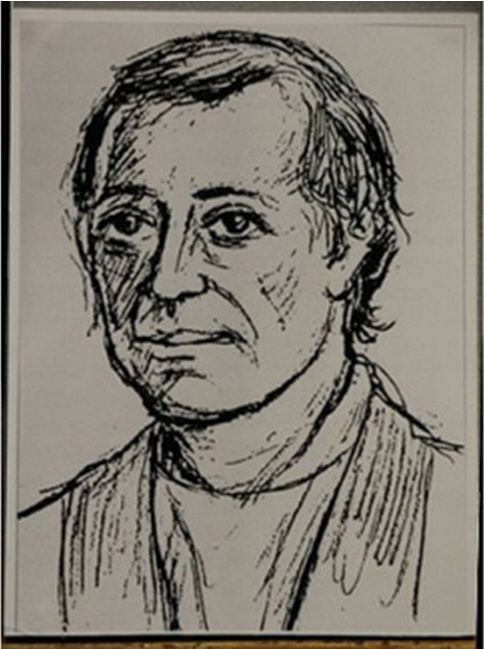
Daniel de Brouwer

Daniël de Brouwer (geboren als Daniël Vervest, Hoogeloon, 7 februari 1674 – Boekel, 25 juli 1745) was een Nederlandse geestelijke. Hij was de stichter van de katholieke congregratie der Broeders Penitenten.
Hij behoorde tot de Franciscaanse Derde Orde en had de leiding over een driemanschap, waartoe ook Peter Moescops en Peter Teurlings behoorden.

## Activiteiten te Handel
Samen vervulden zij het kosterschap van de Mariakapel te Meerveldhoven en in 1723 gingen ze wonen in een kluis te Handel, waar voordien de kluizenaar Hogaert Verhofstad verbleven had, die echter in 1719 was gestorven.
Evenals hun voorganger vervulde het driemanschap ook hier het kosterschap, nu van de Handelse Mariakapel. Zij sloten daartoe een contract met de rector, Luyten geheten, van deze kapel: Voor gehalt van hunnen dienst sullen sij trecken twintig gulden jaerlijcks.
Hier gingen de broeders ook bier brouwen (vandaar de bijnaam De Brouwer) en ontgonnen een stuk grond waarop zij de land- en tuinbouw beoefenden. In 1725 startten ze bovendien met het geven van katholiek onderwijs, niet alleen aan de kinderen uit de directe omgeving, maar ook aan de kinderen van rijke katholieke families uit Noord-Nederland, waar katholiek onderwijs verboden was. Handel lag echter in de Vrije Rijksheerlijkheid Gemert, waar tot op zekere hoogte godsdienstvrijheid heerste. Doordat er meer mensen toetraden tot de gemeenschap en doordat ook de activiteiten zich uitbreidden, kocht Daniël in 1732 een stuk land en daarop werd een klooster met school gebouwd, die Huis Bloemendaal zou heten. Hier kwam ook een brouwhuis en een washuis (kaarsenmakerij). Niet alleen kaarsen, maar ook ex voto's werden gegoten ten behoeve van de bedevaartgangers naar Handel. Men verkocht dan ook allerlei religieuze artikelen.

## Naar Huize Padua
Toen de gemeenschap groeide kwamen tegenspelers in het geweer. Het was namelijk, krachtens het souvereiniteitsverdrag van 1662 dat de betrekkingen tussen de Republiek der Nederlanden en de Vrije Rijksheerlijkheid Gemert regelde, verboden om -afgezien van de Duitse Orde, kloostergemeenschappen met meer dan vijf leden op Gemerts grondgebied te huisvesten. De Staten van Holland achtten deze gemeenschap in strijd met het verdrag en vonden dat de landcommandeur van de Duitse Orde hiertegen op te treden had met de spoedighste en efficiaeste middelen, al was het met den stercken arm. Ofschoon de landcommandeur geen haast maakte, verhuisden de broeders in 1742 uit eigen beweging naar een nieuwe plaats die ze Padua noemden, enkele honderden meters noordelijker.
Deze plaats lag juist over de grens met het Land van Ravenstein, in Boekel. Hier waren kloostergemeenschappen wel toegestaan. Men zette daar dezelfde activiteiten voort die men reeds in Huis Bloemendaal beoefende. Enkele jaren later stierf Daniël. De broederschap werd echter voortgezet en ging zich vanaf 1826 richten op de zorg voor psychiatrische patiënten. Hieruit is het huidige Huize Padua ontstaan.

## Externe bron
- Peter Lathouwers, 2005. In eeren ende oirbaer onser vrouwe te Haenle: Kerk en bedevaart in Handel. Gemert: Heemkundekring "De Commanderij Gemert". ISBN 90-73621-25-9